# 黄建昌
黄建昌，臺灣音樂製作人，自1984年活躍至今，曾担任寶麗金唱片、歌林唱片、滾石唱片、新力音樂、豐華唱片的音樂製作人。曾入圍第10屆金曲獎最佳專輯製作人獎、第12屆金曲獎最佳作詞人獎、第13屆金曲獎最佳專輯製作人獎。2006年進入催眠及神經語言程式學領域，投入健康冥想放鬆音樂創作以及助人身心啟發訓練教學。

## 製作專輯
| 製作專輯   | 製作專輯                     | 製作專輯     | 製作專輯       |
| 演唱者     | 專輯                         | 發行唱片公司 | 發行日期       |
| ---------- | ---------------------------- | ------------ | -------------- |
| 泰迪羅賓   | 天外人                       | 寶麗金唱片   | 1983年         |
| 李恕權     | 赤子                         | 寶麗金唱片   | 1984年         |
| 徐乃麟     | 夜為甚麼黑                   | 歌林唱片     | 1985年         |
| 林慧萍     | 我真的可以擁有               | 歌林唱片     | 1985年8月27日  |
| 林慧萍     | 暢銷排行榜的嘉年華會         | 歌林唱片     | 1986年6月      |
| 林慧萍     | 一個人 一段情                | 歌林唱片     | 1987年3月19日  |
| 金瑞瑤     | 風中的畫                     | 歌林唱片     | 1987年6月      |
| 林慧萍     | 不要回頭看                   | 歌林唱片     | 1987年11月30日 |
| 林慧萍     | 愛之旅 希望你點點頭          | 歌林唱片     | 1988年1月      |
| 林慧萍     | 錯過                         | 歌林唱片     | 1988年3月18日  |
| 林慧萍     | 林慧萍 你若是真的愛過        | 歌林唱片     | 1989年6月      |
| 陳淑樺     | 跟你說 聽你說                | 滾石唱片     | 1989年11月2日  |
| 杜德偉     | 談情說愛                     | 滾石唱片     | 1990年         |
| 杜德偉     | MY LOVE                      | 滾石唱片     | 1991年         |
| 林慧萍     | 細說從頭 林慧萍珍藏收錄專輯Ⅲ | 歌林唱片     | 1991年5月      |
| 林慧萍     | 細說從頭 林慧萍珍藏收錄專輯Ⅳ | 歌林唱片     | 1991年5月      |
| 林慧萍     | 林慧萍24K黃金CD版1           | 歌林唱片     | 1991年11月     |
| 陳淑樺     | 聰明糊塗心                   | 滾石唱片     | 1991年12月5日  |
| 萬芳       | 放心                         | 滾石唱片     | 1992年1月      |
| 陳淑樺     | 淑樺的台灣歌                 | 滾石唱片     | 1992年6月19日  |
| 林慧萍     | 林慧萍 細說從頭 3            | 歌林唱片     | 1993年         |
| 林慧萍     | 林慧萍 細說從頭 4            | 歌林唱片     | 1993年         |
| 趙傳       | 愛我就給我                   | 滾石唱片     | 1994年7月      |
| 辛曉琪     | 領悟                         | 滾石唱片     | 1994年8月12日  |
| 蘇慧倫     | 就要愛了嗎                   | 滾石唱片     | 1994年10月1日  |
| 辛曉琪     | 味道                         | 滾石唱片     | 1994年12月29日 |
| 林憶蓮     | 不必在乎我是誰               | 歌林唱片     | 1993年5月14日  |
| 萬芳       | 就值得了愛                   | 滾石唱片     | 1996年10月     |
| 萬芳       | 左手                         | 滾石唱片     | 1997年7月25日  |
| 藍心湄     | 肉餅飯糰                     | 新力音樂     | 1998年5月12日  |
| 林慧萍     | 林慧萍往昔金曲精選           | 歌林唱片     | 1998年8月28日  |
| 林慧萍     | 林慧萍往昔金曲精選2          | 歌林唱片     | 1998年10月27日 |
| 萬芳       | 不換                         | 滾石唱片     | 1999年5月13日  |
| 林慧萍     | 林慧萍往昔金曲精選3          | 歌林唱片     | 2000年1月14日  |
| 錦繡二重唱 | 錦繡三溫暖                   | 滾石唱片     | 2000年3月7日   |
| 林慧萍     | 林慧萍往昔金曲精選4          | 歌林唱片     | 2000年12月12日 |
| 陳小春     | 頭號男友                     | 博德曼唱片   | 2000年         |
| 訐譙龍     | 訐譙龍                       | 豐華唱片     | 2001年5月      |